# Varicorhinus platystomus
Varicorhinus platystomus és una espècie de peix cipriniforme de la família dels ciprínids.

## Morfologia
Els mascles poden assolir els 21 cm de longitud total.

## Distribució geogràfica
Es troba a Ruanda i al llac Tanganyika.